# Привольная (Краснодарский край)
Привольная — станица в Каневском районе Краснодарского края.
Административный центр Привольненского сельского поселения.

## География
Расположена в 20 км западнее станицы Каневской, на берегу лимана Сладкого, входящего в Челбасскую группу лиманов.

## Население
| 1979 | 2002  | 2010  | 2021  |
| ---- | ----- | ----- | ----- |
| 5409 | ↗6482 | ↗6506 | ↗6531 |

## История
В 1881 году казаки станицы Новомышастовской обратились с прошением к начальнику Кубанской области, чтобы он разрешил 62 семьям выселиться на свободные земли. В 1881 году был основан посёлок Привольный, в 1896 году преобразованный в станицу Привольную.